# M-185
М-185 — дорога, являющаяся частью системы дорог (хайвеев) штата Мичиган (Michigan Highway System). Дорога М-185 проходит по периметру острова Макино, расположенному в одноимённом проливе, соединяющем озёра Гурон и Мичиган. Поскольку остров не связан с берегом мостом или тоннелем, дорога М-185 не связана с остальной дорожной сетью штата Мичиган. Более того, на острове Макино запрещён автотранспорт, поэтому «хайвей» М-185 фактически используется только велосипедами, конными повозками и пешеходами. По данным Мичиганского департамента транспорта, М-185 является единственным хайвеем штата в стране (США), на котором запрещено использование автомобилей. Поэтому его также называют «безмоторный (то есть безавтомобильный) хайвей».
Дорога проходит по территории города Макино-Айленд, где она является Главной улицей (Мэйн-стрит, англ. Main Street)). За пределами застроенной территории М-185 также известна как Лэйк-Шор-Роад (Дорога (вдоль) берега озера, англ. Lake Shore Road). М-185 проходит по территории Парка Штата «Макино» и связывает его важнейшие достопримечательности, такие как форт Макино, пещеру «Кухня дьявола» и другие. М-185 — одна из трёх хайвеев (шоссе) штата Мичиган, расположенных на островах. Другие две — М-134 на острове Драммонд-Айленд и М-154 на Хэрсенс-Айленд.

## Описание

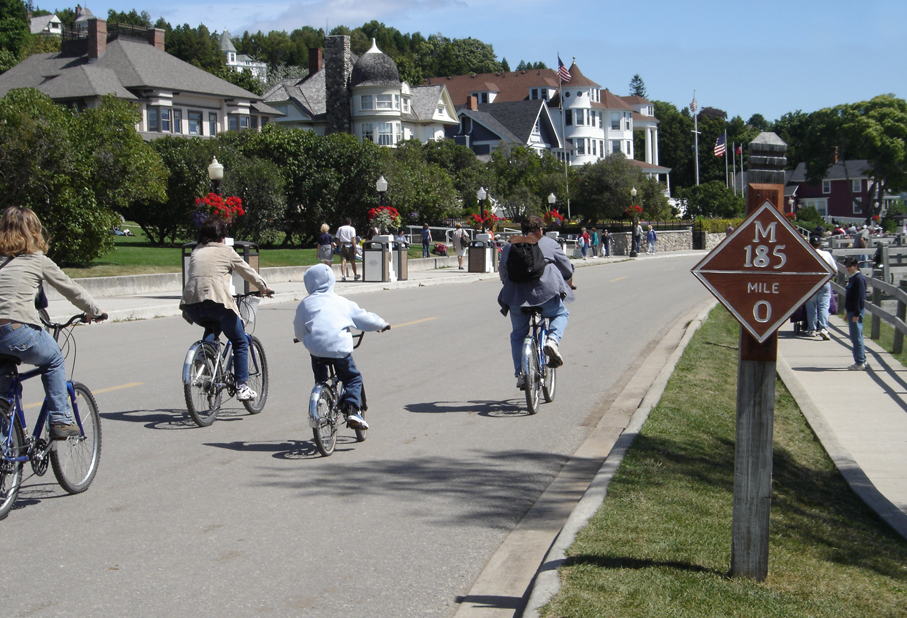
Начало (и конец) М-185 в Макино-Сити

М-185 является кольцевой дорогой, поэтому, естественно, у неё нет начала и конца. Формальным началом М-185 является пересечение с улицей Гурон-Стрит перед туристическим центром (Visitor Center) в городе Макино-Айленд. Здесь расположена табличка, отмечающая нулевую милю дороги. Отсчёт миль по дороге ведётся против часовой стрелки. Общая протяжённость дороги — 8,004 мили (12 881 м).
В пределах города М-185 проходит мимо паромного терминала, Миссионерской церкви и Миссионерского дома.
Выйдя за пределы города, дорога проходит в основном по территории Парка штата. На отметке 1 мили (1,6 км) рядом с дорогой расположена скала-арка, являющаяся одной из достопримечательностей парка.

## Аварии на дороге
Ещё в 1896 году на острове было запрещено использование автотранспорта. Этот запрет действует до сих пор, исключение сделано только для транспорта экстренных служб (скорая медицинская помощь, пожарная охрана). Именно эти автомобили стали участниками единственного автомобильного дорожно-транспортного происшествия, когда-либо произошедшего на М-185: 13 мая 2005 года пожарный автомобиль слегка задел автомобиль скорой помощи. Оба автомобиля ехали по одному и тому же вызову.